# 東勢郡
東勢郡為台灣日治時期1920年至1945年設立的行政區劃之一，隸屬台中州，管轄東勢街、石岡、新社及不設街庄的蕃地，行政中心位在東勢街，設有東勢郡役所。轄域即今台中市東勢區、石岡區、新社區、和平區等地，今日俗稱臺中山城地區。

## 簡介
東勢郡的範圍在清治時期1887年7月曾設東勢角撫墾局，日治時期1896年3月設置東勢角撫墾署，專門處理番地事務；在1899年改設東勢角辨務署，兼辦一般行政事務。1901年11月11日改設臺中廳東勢角支廳，於1920年10月1日改為臺中州東勢郡。

## 人口
東勢郡的人口中，內地人大多分布在東勢街，以及新社庄大南蔗苗養成所（今種改場）、石岡庄土牛的營林所台中出張所、八仙山作業所。在本島人之中，客家人約佔九成，其餘為閩南人。
| 街名   | 面積 (km²) | 人口 (人) | 人口 (人) | 人口 (人) | 人口 (人) | 人口 (人) | 人口 (人) | 人口密度 (人/km²) |
| 街名   | 面積 (km²) | 本籍      | 本籍      | 本籍      | 國籍      | 國籍      | 計        | 人口密度 (人/km²) |
| 街名   | 面積 (km²) | 臺灣      | 內地      | 朝鮮      | 中華民國  | 其他外國  | 計        | 人口密度 (人/km²) |
| ------ | ---------- | --------- | --------- | --------- | --------- | --------- | --------- | ----------------- |
| 東勢街 | 117.4065   | 26,381    | 981       | 18        | 49        | 0         | 27,429    | 234               |
| 石岡   | 18.2105    | 8,697     | 113       | 0         | 14        | 0         | 8,824     | 485               |
| 新社   | 68.8874    | 10,162    | 150       | 0         | 3         | 0         | 10,315    | 150               |
| 蕃地   | 1,037.8192 | 4,252     | 793       | 21        | 1         | 0         | 5,067     | 5                 |
| 東勢郡 | 1,242.3236 | 49,492    | 2,037     | 39        | 67        | 0         | 51,635    | 42                |

## 歷任郡守
- 中田秀造：1920年8月 -
- 武田駒吉
- 佐藤由松
- 古藤誠助
- 原泰吉
- 長谷川茂雄：1935年9月 -
- 松村數江：1936年1月 -
- 岡本登
- 金子彌平
- 永尾好郎
- 松村恭一郎
- 衛藤今生

## 交通
- 臺中輕鐵株式會社：土牛至東勢、南勢社、久良栖社、明治溫泉
- 帝國製糖軌道、東勢至出雲山、埋伏坪
- 營林所軌道：八仙山至黎明[1]

## 設施
- 東勢郡役所：沿用原東勢角支廳舍，後續在1922年、1926年增建東勢郡役所

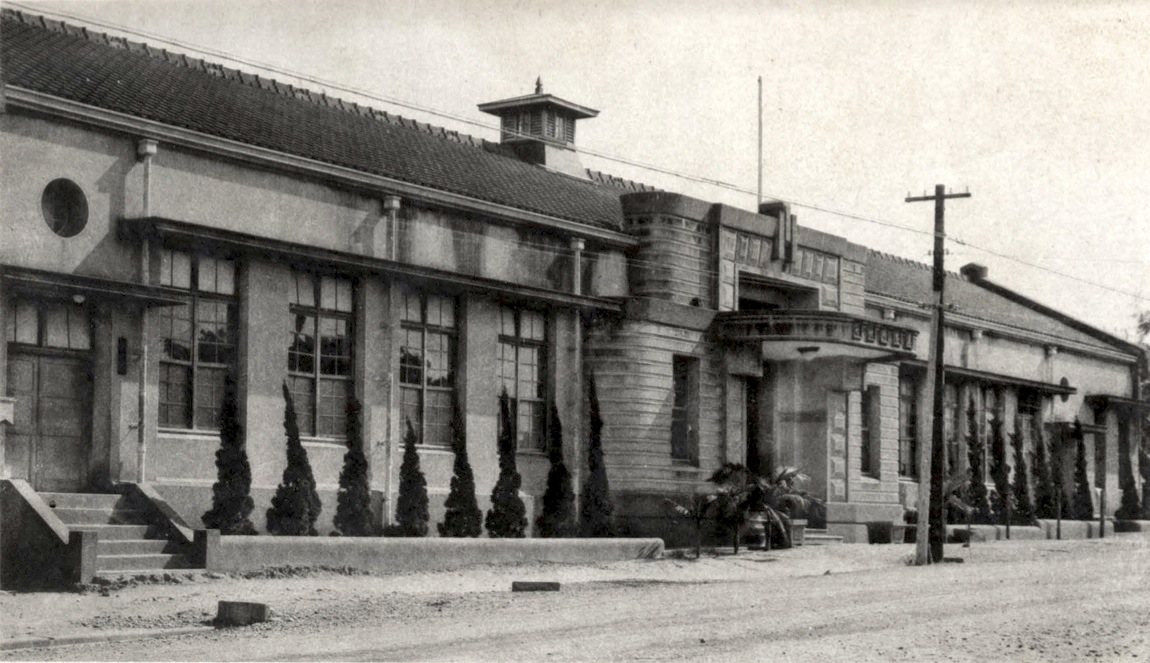
東勢郡役所

- 東勢農林國民學校（今新社高中）
- 東勢神社東勢神社
- 芭蕉檢查所
- 臺灣總督府養蠶所東勢野蠶育種出張所
- 臺灣總督府大南蔗苗養成所

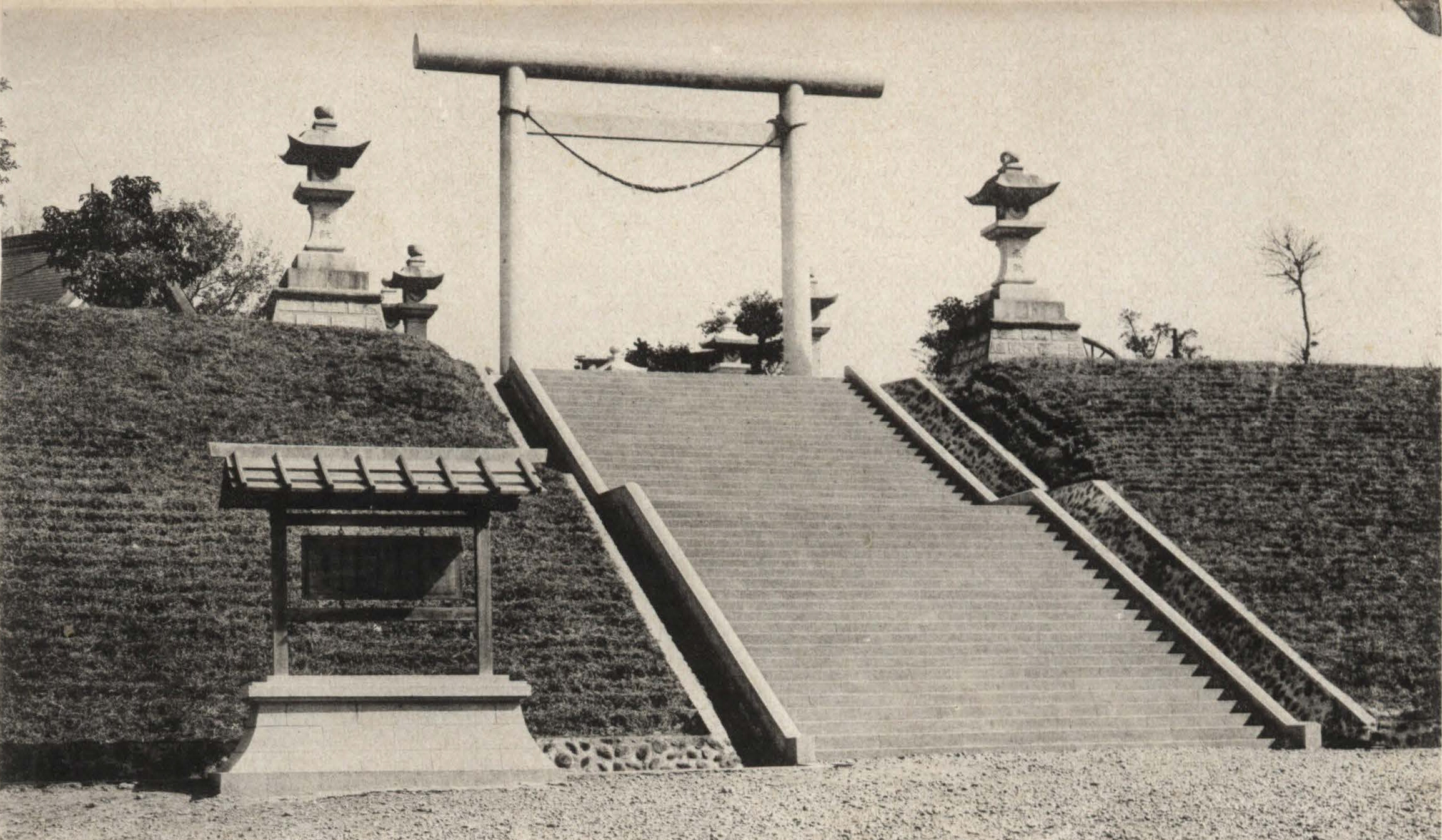
東勢神社

- 東勢表忠碑：位在東勢公會堂前廣場，1925年12月23日設立，以紀念日治時期以來的殉職公職人員
- 相川末男遭難紀念碑：1902年2月設立
- 樟樹造林地記念碑：位在新社庄馬力埔，殖產局新社樟林作業所於1905年5月設立
- 山岡助敎諭記念碑[1]